# 松村達雄 (英文学者)
松村 達雄（まつむら たつお、1911年4月29日 - 1990年8月13日）は、日本の英文学者、翻訳家。専門は英国近代小説。

## 略歴
1911年（明治44年）大阪市心斎橋生まれ。大阪高等学校 (旧制)を卒業後、東京帝国大学英文学科に入学。同大学院に進み、1938年（昭和13年）に修士課程を修了。
卒業後は世界経済調査会で研究員を務めた後、明治大学文学部教授に就任。戦後、東京大学教養学部教授を務めた。1972年に東京大学を定年退官し、名誉教授となった。その後は玉川大学教授として教鞭をとった。

## 著書
- 『翻訳の論理 英語から日本語へ』（玉川大学出版部） 1978
- 『E・M・フォースター』（研究社出版） 1992

## 翻訳
- 『感情旅行』（ロレンス・スターン、養徳社） 1947
  - 改題『センチメンタル・ジャーニー』（岩波文庫） 1952、復刊1987
- 『アツシャー家の崩壊』（エドガー・アラン・ポウ、青磁社） 1949
  - 『黒猫 / 黄金虫』（ポオ、筑摩書房） 1978 ほか。世界文学全集の改訳版
- 『サン・ルイス・レイ橋』（ソーントン・ワイルダー、岩波文庫） 1951、復刊1987
- 『ドストエフスキー』（E・H・カー、中橋一夫共訳、社会思想研究会出版部） 1952 
  - 単独で改訳『ドストエフスキー』（筑摩書房、筑摩叢書） 1968、復刊1985
- 『すばらしい新世界』（オルダス・ハックスレー、土井治共訳、三笠書房、現代世界文学全集14） 1954
  - 単独で改訳『ハックスリイ / オーウェル』（早川書房、世界SF全集10） 1974、講談社文庫 1979
- 『リップ・ヴァン・ウィンクル』（ワシントン・アーヴィング、創元社、世界少年少女文学全集） 1955
- 『漁師とその魂』（オスカー・ワイルド、東京創元社、世界少年少女文学全集） 1956
- 『マンスフィールド短篇集』（マンスフィールド、創元社、世界少年少女文学全集） 1956
- 『わが町』（ワイルダー、鳴海四郎共訳、研究社出版） 1957
- 『最後の夜 / リンゴの木』（エリザベス・ボウエン、土井治共訳、英宝社） 1957
- 『ユートピアだより』（ウィリアム・モリス、岩波文庫） 1968、度々復刊
- 『覆面の騎士』（スコット、講談社、世界の名作図書館39） 1969
- 『フランダースの犬』（ウィーダ、玉川大学出版部） 1976
- 『幸福な王子』（ワイルド、玉川大学出版部） 1977
- 『オズの魔法使い』（ライマン・フランク・バーム、講談社文庫） 1981